# راتن
راتن (به آلمانی: Rathen) یک شهر در آلمان است که در زکزیشه شوایتس-اوسترتسگبیرگه واقع شده‌است. راتن ۴۱۰ نفر جمعیت دارد.

## خواهرخوانده
شهر اوتیگهایم خواهرخواندهٔ راتن هست.